# Wang Chuej-feng
Wang Chuej-feng (čínsky pchin-jinem Wáng Huìfèng, znaky zjednodušené 王会凤; * 24. ledna 1968 Tchien-ťin, Čína) je bývalá čínská sportovní šermířka, která se specializovala na šerm fleretem. Čínu reprezentovala v osmdesátých a devadesátých letech. Na olympijských hrách startovala v roce 1992 a 1996 v soutěži jednotlivkyň a družstev. V soutěži jednotlivkyň získala na olympijských hrách 1992 stříbrnou olympijskou medaili.